# Doyen de Coventry

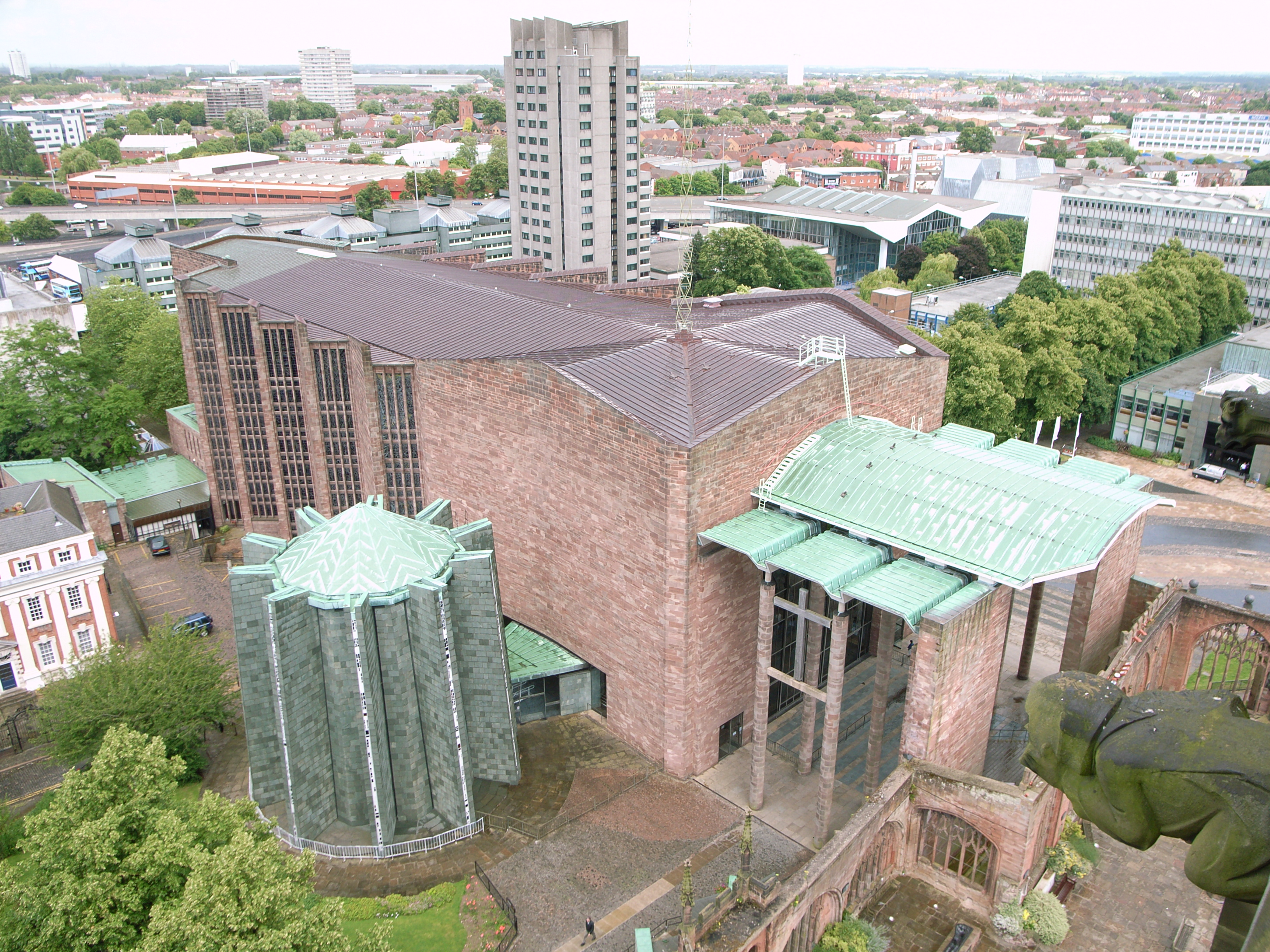
Cathédrale de Coventry

Le doyen de Coventry (Dean of Coventry en anglais) est basé à la Cathédrale de Coventry dans les West Midlands, Royaume-Uni et à la tête du chapitre de chanoines de la cathédrale, créé en 1918 à partir de l'église paroissiale St Michael. Le doyen actuel est John Witcombe.
Avant la nomination du premier doyen, la fonction était assurée par un sous-doyen ou un provost.

## Liste des titulaires
| - 1918–1922 William Haighton Chappel - 1922–1923 Harry Woollcombe - 1924–? St Barbe Holland - 1929–1931 Cyril Morton (devenue Provost) | - 1931–1932 Cyril Morton - 1933–1958 Richard Howard - 1958–1981 Harold Williams - 1982–1987 Colin Semper - 1988–2000 John Petty | - 2000–2000 John Petty (pour 9 jours) - 2000–2001 Stuart Beake (Doyen intérimaire) - 2001–2012 John Irvine - 2012-2013 Tim Pullen (Doyen intérimaire) - 2013–présent John Witcombe |